# Edmund Kalau

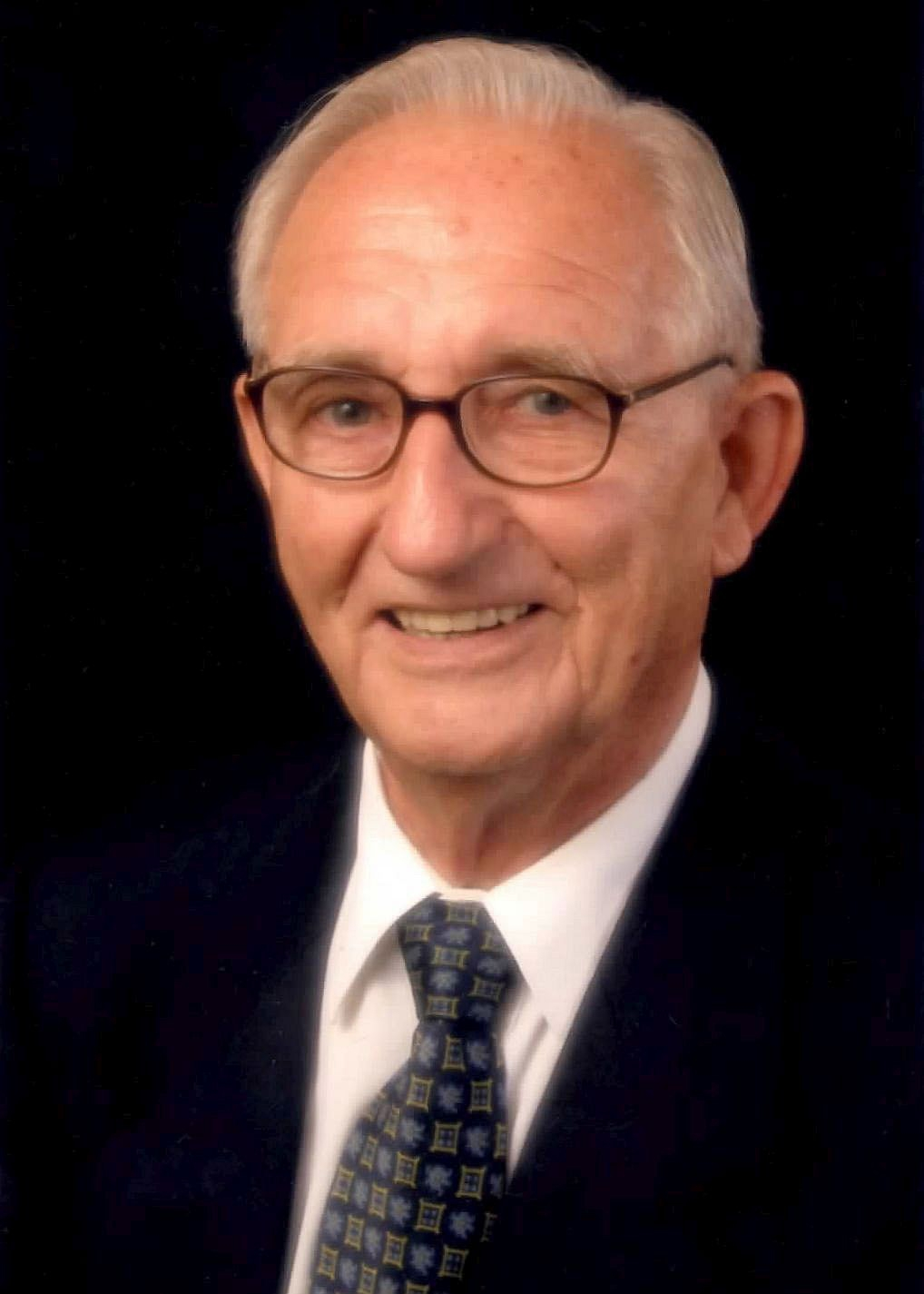
Edmund Kalau im Jahr 2008

Edmund Kalau (* 9. Juli 1928 in Ostpreußen; † 8. Januar 2014 in Tamuning, Guam) war ein deutscher Theologe und Missionar. Als Kampfpilot für das nationalsozialistische Deutschland ausgebildet, brachte er mit diesen Fähigkeiten mehr als 50 Jahre lang Hilfe für Mikronesiens ärmste Gebiete.

## Leben und Wirken

### In Deutschland
Kalau ist in Ostpreußen, an der Grenze zu Litauen geboren und aufgewachsen. Im Alter von 10 wurde er in die Hitler-Jugend aufgenommen, wo er der Indoktrination des Nationalsozialismus ausgesetzt war und eine starke atheistische Prägung erfuhr. Mit 14 Jahren trat er in die Flieger-HJ ein. Dort lernte er Segelflugzeuge zu bauen und zu fliegen. Dies qualifizierte ihn, mit 16 Jahren eine zweijährige Ausbildung zum Pilot für Motorflugzeuge zu beginnen. Er hatte bereits vier Jahre der erforderlichen Ausbildung in Meteorologie, Aerodynamik und grundlegenden Flugkenntnissen absolviert, als er der deutschen Luftwaffe beitrat. Nach einer kurzen Gefechtsausbildung, aufgrund der schnellen Entwicklung des Zweiten Weltkriegs, wurde er zum Kampf gegen die Sowjetunion an die Ostfront gesandt, wo er eine BF 109 G flog. Anders als viele andere im Kampf unerfahrene Mitsoldaten überlebte er den Krieg und kam als Heimatvertriebener in den Landkreis Harburg. Aber sowohl Deutschland als auch seine Zukunft lag in Trümmern. Er wandte sich vom Atheismus ab und fand ausgerechnet durch einen ehemaligen „Feind“, einen russischen Arzt, zum Glauben an Gott.
Im Jahr 1950 trat Kalau in das Theologische Seminar der Liebenzeller Mission ein, um eine vierjährige Ausbildung zum Missionar zu beginnen.

### In Mikronesien
Nach einem Aufenthalt in den Vereinigten Staaten wurde er 1956 von der Liebenzeller Mission nach Mikronesien, einer früheren deutschen Kolonie entsandt, wo er für drei Jahre auf der Insel Palau arbeitete. Auf Yap, wo er danach 17 Jahre lang tätig war, erbaute er in dieser Zeit die Missionsstation mit Kirche, Schule und Druckerei. In Colonia (Yap) gründete er die heutige Yap Evangelical Church (YEC) mit Jugendzentrum. Hier erlebte er die Leiden der Kranken, besonders auf den entlegenen Inseln. Für sie kam oft jegliche Hilfe zu spät und sie starben, da Boote und Schiffe für Krankentransporte ins zentrale Distrikt-Krankenhaus zu langsam waren. So entstand bei ihm als Pilot die Vision, mit einem Flugzeug die aus dem Weltkrieg vorhandenen Landebahnen auf einigen Inseln zu nutzen, um aus der Luft schneller helfen zu können. Mit finanzieller Unterstützung aus den USA und Deutschland konnte er 1974 sein erstes Flugzeug erwerben. Im Jahr 1975 gründete Kalau auf der pazifischen Insel Guam die Missionsgesellschaft Pacific Mission Aviation (PMA), die auf den Inseln von Mikronesien und ab 1982 auf den Philippinen als Flying Medical Samaritans humanitäre und missionarische Aufgaben unterstützt: es werden Rettungsflüge für Kranke und Schwerverletzte durchgeführt, im Tiefflug über dem Ozean nach verschollenen Fischerbooten gesucht und nach Katastrophen wie Taifunen Lebensmittel und Medikamente abgeworfen. Um für Flugzeuge unzugängliche Inseln und Atolle ohne Flugpisten zu erreichen, setzt die PMA zur kostenlosen medizinischen Versorgung eine schwimmende Klinik ein, die M/S Sea Haven. Gemeindegründung (Pacific Mission Fellowship) und Evangelisationen wurden intensiviert. Später kamen ein Waisenhaus für Kinder in Mindoro, Philippinen, und mit der Medienarbeit auf Pohnpei eine Radio- und Fernsehstation sowie eine Druckerei hinzu. Im Jahr 1989 begann er auf Yap eine Akademie einzurichten, um junge Männer in der Meeres- und Fischereiindustrie zu schulen. 1999 übergab Kalau die Leitung der PMA seinem Sohn Norbert und zog 2004 mit seiner Frau Elisabeth in ihr Haus in Tamuning auf der Insel Guam, wo er seinen Ruhestand verbrachte und sich bis zu seinem Tod ehrenamtlich als Senior-Pastor der Kirche Pacific Mission Fellowship, als aktiver Rotarier im Guam Sunrise Rotary Club sowie in örtlichen sozialen Projekten für Mikronesier engagierte.

## Privates
Edmund Kalau heiratete 1954 Elisabeth Grünewald, eine Enkelin Heinrich Coerpers. Das Paar hat drei Kinder.